# Проспект 9-й Пятилетки
Проспе́кт 9-й Пятиле́тки — один из крупнейших проспектов города Чебоксары — столицы Чувашской Республики. Расположен в Ленинском районе города, в западной части Новоюжного микрорайона.

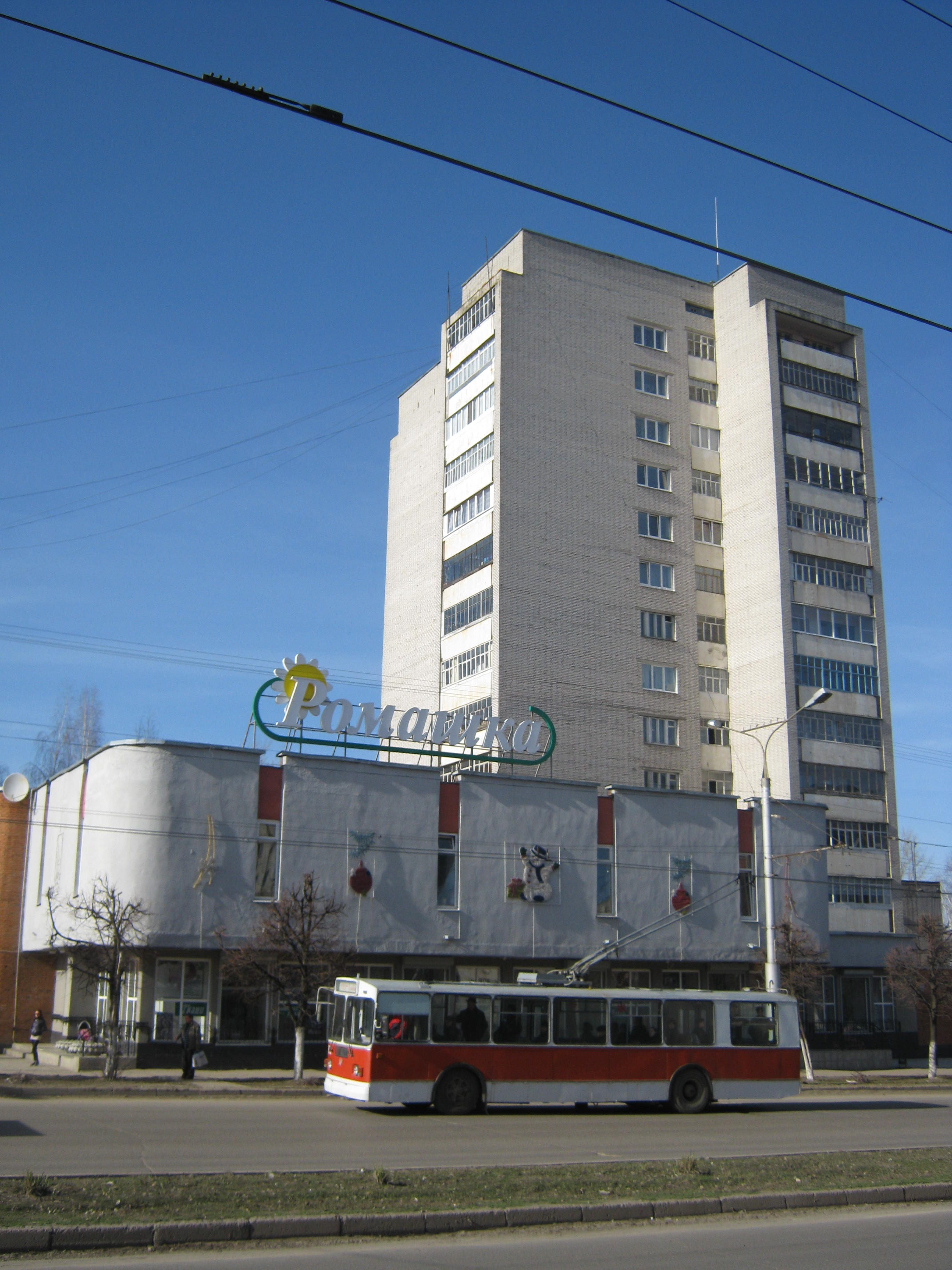
Магазин «Ромашка»

Вместе с проспектом Тракторостроителей (ранее тоже являлся частью проспекта 9-й Пятилетки) составляет основную магистраль микрорайона. Благодаря ей, жилые массивы Новоюжки связаны с территорией завода промышленных тракторов, Канашским и Новочебоксарским трактами.
Проспект имеет шесть полос движения, по три в каждую сторону. Одна из полос с каждой стороны зарезервирована исключительно для проезда общественного транспорта — маршрутных такси, троллейбусов и автобусов.
С обеих сторон проспект ограничен круговыми перекрёстками, в середине пересечён улицей Хузангая.

## Происхождение названия
Проспект получил своё название 5 декабря 1973 года в честь окончания девятого пятилетнего плана развития народного хозяйства СССР, выполненного на год раньше. За годы девятой пятилетки объём производства увеличился на 52 %, а прибыль промышленности возросла в 2 раза.

## Здания и сооружения
Обе стороны улицы состоят из многоэтажной жилой застройки 1970-х — 1990-х годов. Всего на проспекте 49 домов.
В северной части проспекта, во дворах, преобладает пятиэтажная «хрущёвская» застройка.
Среди объектов инфраструктуры выделяются:
- № 1а — ПКиО «Дорисс-парк»
- № 1 — магазин «Ромашка»
- № 2 к. 3 — пивной бар «Для Вас»[7]
- № 3 — аптека № 107
- № 3а — детский сад № 75
- № 4б — спортивная школа
- № 5/12 — супермаркет «Смак»
- № 6а — детский сад № 149
- № 10 — Республиканский центр медицины катастроф[8]
- № 11 — средняя школа № 37
- № 14 — кинотеатр «Победа» (разобран, снесён)
- № 16 к.1 — торговый дом «Ирбис»[9]
- № 19/37 — отделение Сбербанка России
- № 26а — Дом детского творчества (ДДТ)
- № 30а — детский сад № 146

- На круговом перекрёстке с Эгерским бульваром и проспектом Тракторостроителей, располагается ресторан «МакДоналдс»[10]

## Памятники

Бюст И. Я. Яковлева у дома № 2 к. 3

- В начале проспекта, по центру кругового перекрёстка с проспектом Ивана Яковлева, в 1994 году, был установлен Памятный знак в честь 525-летия Чебоксар[11]. По форме знак напоминает ромашку, благодаря чему данное название закрепилось и за всем прилегающим к перекрёстку районом.

- В 2008 году возле дома № 2 по проспекту 9-й Пятилетки был торжественно открыт бюст просветителя чувашского народа Ивана Яковлевича Яковлева[12].

## Перспективы развития
- На пересечении проспекта с улицей Хузангая ведётся строительство одного из крупнейших торговых центров в Чебоксарах. Здесь предполагается разместить гипермаркет, сетевые магазины, кинотеатр, рестораны и парковку. Общая площадь строящегося здания — 50 000 м².[13].

- Ещё одно строительство, группы домов со встроенно-пристроенными предприятиями обслуживания ведётся по соседству с монолитными 18-этажками, домами № 16, 18, 22 и 28. Заказчиком строительства выступает ОАО «Честр», автор проекта — О. А. Алексеева.[14].

## Фотогалерея

Фотографии проспекта 9-й Пятилетки
Круговой перекрёсток с проспектом Ивана Яковлева (вдали дом № 2 к. 3)
Движение по проспекту на восток (слева дом № 1)
Проспект 9-й Пятилетки (дома № 3, 5 и 7)
Вид с проспекта Тракторостроителей («башни»-дома № 28, 22, 18 и 16)

Движение по проспекту на восток (слева дом № 3)
Движение по проспекту на восток (справа «башня»-дом № 16)
Торговый центр «Ирбис» (дом № 16 к. 1)
Вид на запад (справа дом № 5)

## Смежные улицы
- Проспект Ивана Яковлева
- Улица Хузангая
- Эгерский бульвар
- Проспект Тракторостроителей